# IC 4607/1
IC 4607/1 је елиптична галаксија у сазвијежђу Херкул која се налази на листи објеката дубоког неба у Индекс каталогу.
Деклинација објекта је + 24° 34' 28" а ректасцензија 16h 30m 15,8s. Привидна величина (магнитуда) објекта IC 4607 износи 15,0 а фотографска магнитуда 16,0.